# Klaus Thiede
Klaus Thiede (* 27. März 1939 in Havelberg; † 2016 in 3. April Magdeburg) war ein deutscher Bildhauer.

## Leben und Werk
Thiede machte von 1953 bis 1954 eine Lehre als Uhrmacher und anschließend bis 1957 in Havelberg eine Steinmetzlehre. Danach arbeitete er bis 1960 in der Dombauhütte Magdeburg.
Von 1960 bis 1963 studiert er Bildhauerei bei Hellmuth Chemnitz an der Fachschule für angewandte Kunst Leipzig. Von 1963 bis 1975 arbeitete er in Magdeburg als Bildhauer beim VEB Denkmalpflege Magdeburg, dann als freischaffender Bildhauer. Er war u. a. an der Restaurierung des Magdeburger Doms und des Klosters Unser Lieben Frauen, des Doms zu Halberstadt und der Schlösser Leitzkau, Zerbst, Merseburg und Mosigkau und der Rekonstruktion des Altars der Dorfkirche St. Matthäi in Jecha beteiligt. Von 1992 bis 1998 war Thiede als Bildhauer und Restaurator Mitarbeiter des traditionsreichen Magdeburger Handwerksbetriebs für Denkmalpflege Paul Schuster. Dabei dokumentierte er im Auftrag der Stadt das Kunstgutlager des Unternehmens.
Ab 1998 hatte Thiede Atelier und Wohnung in Dodendorf.
Er schuf u. a. als Auftragswerke Plastiken für den öffentlichen Raum und im Eigenauftrag eine große Zahl von Kleinplastiken in Holz, Stein und Keramik sowie Aktzeichnungen in Rötel, Sepia, Bleistift und mit dem Fineliner. Allein seit seinem Umzug nach Dodendorf entstanden noch über 100 Kleinplastiken in Stein sowie zahlreiche Keramiken und viele Aktzeichnungen. Neben der künstlerischen Arbeit betätigt Thiede sich weiter als Gutachter und übernahm er Kleinaufträge für Restaurierungsarbeiten.
Thiede nahm an Steinbildhauersymposien in Ummendorf, Holzbildhauersymposien in Colbitz, Zichtau und Gardelegen und Aktzeichensymposien in Colbitz teil.
Sein Grab befindet sich auf dem Friedhof in Connewitz.

## Mitgliedschaften
- Ab 1972 Kandidat und 1975 bis 1990 Mitglied des Verband Bildender Künstler der DDR
- Ab 1990 Verband Bildender Künstler VBK

## Rezeption
„Mit dem Menschen hat er sich zeichnerisch wie bildplastisch Zeit seines Lebens auseinandergesetzt. Beide Ausdrucksmittel bestimmen sein gesamtes Schaffen, existieren komplett parallel und könnten nicht gegensätzlicher sein.“

## Werke (Auswahl)

### Plastiken im öffentlichen Raum

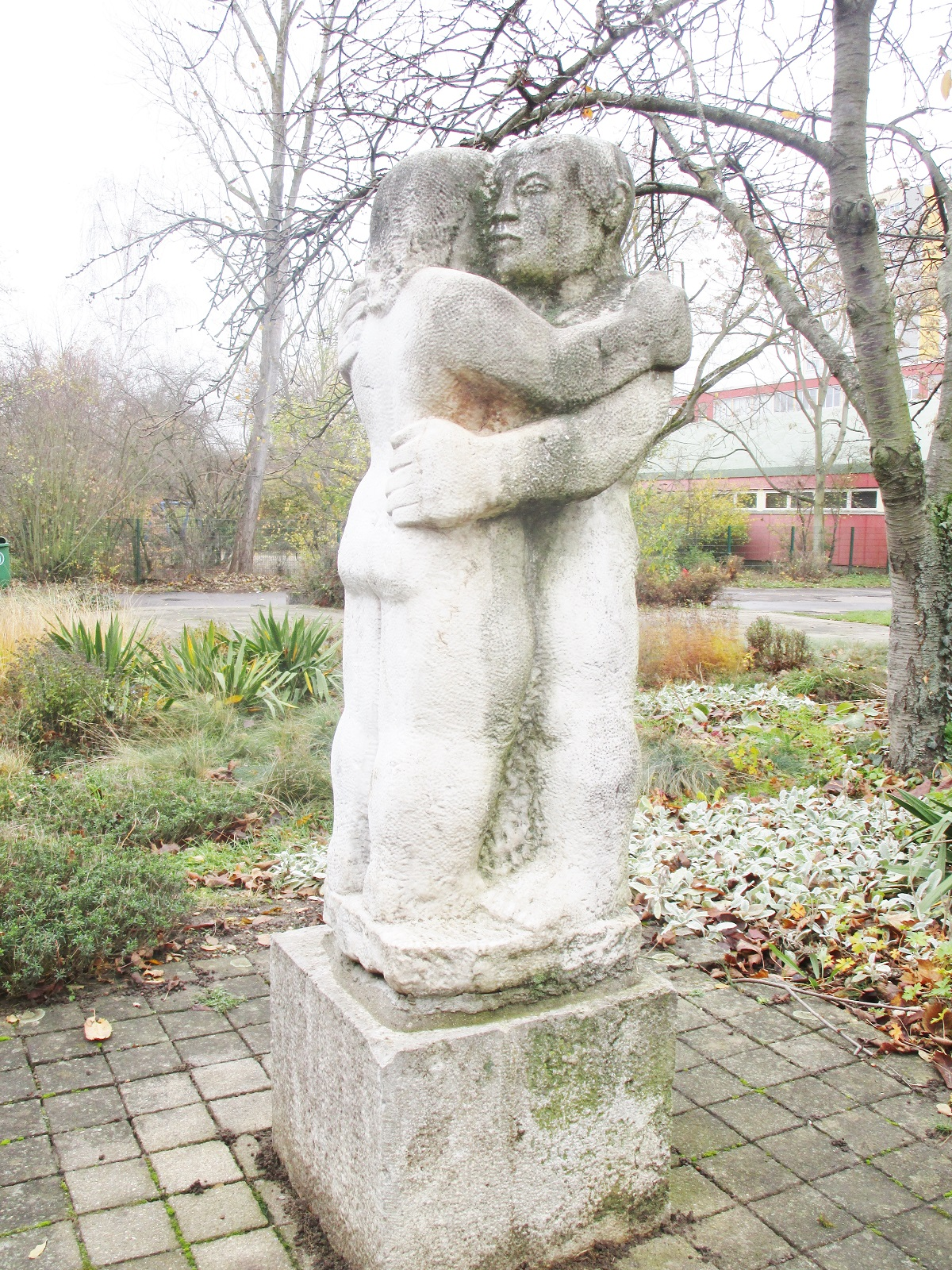
Skulptur Kleines Paar

- Schlangenknäuel (Magdeburg, heute Platz der Begegnung am Neustädter See)[2]
- Kleines Paar (Muschelkalkstein, 1982; Leipzig, Parkanlage Grünauer Allee 26)
- Vogelbaum (Beton, 1981; Magdeburg, Schulhof der Grundschule am Kannenstieg)[3]
- Martin Luther (Gedenktafel, Postaer Sandstein, 1983; Leipzig, Hainstraße, Hotel de Pologne)[4]
- Mutter mit Kind (Diabas-Tuff; Magdeburg, Parkanlage, Holzweg)[5]

### Weitere Plastiken
- Lesende (Kalkstein, 1975; Bördemuseum Ummendorf)[6]
- Der Leser (Serpentin; 1976; ausgestellt auf der VIII. Kunstausstellung der DDR)[7]

## Ausstellungen (unvollständig)

### Einzelausstellungen
- 1979: Magdeburg, Kulturhistorisches Museum (mit Wilhelm Baier, Johann-Peter Hinz und Wolfgang Roßdeutscher)
- 2016: Magdeburg, Feuerwache
- 2022: Halle, ZeitKunstGalerie (mit Ulrich Reimkasten)
- 2020: Berlin, Kunstgalerie Frau Kette, Goldschmiede[8]
- 2022: Havelberg, KunstQuartier des Arthotels Kiebitzberg (mit Kurt Henschel)

### Ausstellungsbeteiligungen
- 1957: Berlin, Ausstellungspavillon Werderstraße („Junge Künstler der DDR“)
- 1974, 1979 und 1984: Magdeburg, Bezirkskunstausstellungen
- 1977/1978: Dresden, VIII. Kunstausstellung der DDR
- 1982: Magdeburg, Plastik im Bezirk Magdeburg
- 1987: Magdeburg, Kloster Unser Lieben Frauen („Handzeichnung und Plastik“)